# Новоостровная
Новоостровная — деревня в Туринском городском округе Свердловской области, России.

## Географическое положение
Деревня Новоостровная муниципального образования «Туринского городского округа» расположена в 14 километрах к востоку-юго-востоку от города Туринска (по автотрассе — 20 километров), на левом берегу реки Шайтанка (левого притока реки Тура), в 3 километрах от устья. В 7 километрах от деревни на северо-восток находится станция Таволожка Восточно-Уральской железной дороги.

## Население
| 2002 | 2010 |
| ---- | ---- |
| 5    | ↘2   |